# نبرد ناروا (۱۷۰۰)
نبرد ناروا (به روسی: Битва при Нарве، به سوئدی: Slaget vid Narva) نخستین نبرد برجسته در جریان جنگ بزرگ شمالی بود که در ۳۰ نوامبر ۱۷۰۰ میلادی درگرفت. این نبرد که در پادگان‌شهر ناروا بین قوای اعزامی امپراتوری سوئد به فرماندهی کارل دوازدهم و مهاجمان روسیه تزاری به فرماندهی چارلز اوژن دو کرو رخ داد، با پیروزی کوبنده سوئدی‌ها که سپاهی چهار برابر بزرگ‌تر از خود را شکست دادند به پایان رسید. پیش از آن، کارل دانمارک-نروژ را مجبور به امضای پیمان تراوندال کرده بود. پس از این نبرد ارتش سوئد به سوی روسیه پیشروی نکرد و به‌جای آن راه جنوب را در پیش گرفت تا مشترک‌المنافع لهستان–لیتوانی، سومین عضو اتحادیه ضدسوئدی را از میدان به در کند. پتر یکم تزار روسیه که از ناروا گریخته بود، از این فرصت استفاده کرد و به بازسازی و مدرن‌سازی ارتش روسیه پرداخت. چهار سال بعد، روسیه دوباره به ناروا لشکر کشید و موفق شد آن را فتح کند.